# Gyémántgalambocska
A gyémántgalambocska (Geopelia cuneata) a madarak osztályának galambalakúak (Columbiformes) rendjéhez és a galambfélék (Columbidae) családjához tartozó faj.

## Előfordulása
Ausztrália területén honos, bokrok és cserjék lakója.
Puerto Rico területére betelepítették.

## Megjelenése
Testhossza 20 centiméter. Feje és mellrésze kékesszürke, barna szárnyain gyöngyszerű fehér pöttyöket visel. Vörös szemgyűrűje van, a hímeké kicsit nagyobb, ez a két nem közötti különbség.
|  |

## Életmódja
Bokrok között keresgéli magvakból, levelekből és rügyekből álló táplálékát.

## Szaporodása
Fákra, vesszőből készíti fészkét. Fészekalja két fehér tojásból áll, melyeken 14 napig kotlik. A fiókák 3 hetes korukban elhagyják a fészket, de a szülők még ezután is táplálják őket.